# Jani Soininen
Jani Soininen (* 12. November 1972 in Jyväskylä) ist ein ehemaliger finnischer Skispringer. Er startete für den Verein seiner Geburtsstadt, den Jyväskylän Hiihtoseura.

## Werdegang
Seinen Einstand im Weltcup hatte er am 29. Februar 1992 in Lahti. Die nächsten zwei Jahre verliefen für ihn mäßig erfolgreich, doch in der Saison 1993/94 schaffte er den Sprung in das finnische A-Team. Bei den Olympischen Winterspielen 1994 in Lillehammer erreichte er auf der Normalschanze den sechsten, auf der Großschanze und in der Mannschaft den fünften Rang. Mit der finnischen Mannschaft wurde er bei der Nordischen Skiweltmeisterschaft 1995 in Thunder Bay und 1997 in Trondheim Weltmeister. Seinen ersten von insgesamt fünf Weltcupsiegen feierte er am 13. Januar 1996 in Engelberg. Im Gesamtweltcup erreichte er 1994 den 14. Rang, 1995 den 7., 1996 den 11., 1997 den 9., 1998 den 7., 1999 den 35., 2000 den 7. und 2001 den 10. Rang. Der Höhepunkt seiner Karriere waren die Olympischen Winterspiele 1998 in Nagano. Auf der Normalschanze gewann er überraschend Gold, auf der Großschanze Silber hinter Kazuyoshi Funaki. Bei der Nordischen Skiweltmeisterschaft 2001 in Lahti gewann er mit der finnischen Mannschaft noch einmal Silber auf der Großschanze, nach der dennoch relativ enttäuschenden Saison beendete er seine Karriere.

## Erfolge

### Weltcupsiege im Einzel
| Nr. | Datum             | Ort         | Typ         |
| --- | ----------------- | ----------- | ----------- |
| 1.  | 13. Januar 1996   | Engelberg   | Großschanze |
| 2.  | 30. November 1997 | Lillehammer | Großschanze |
| 3.  | 6. Dezember 1997  | Predazzo    | Großschanze |
| 4.  | 26. Januar 2000   | Hakuba      | Großschanze |

## Statistik

### Weltcup-Platzierungen
| Saison  | Platz | Punkte |
| ------- | ----- | ------ |
| 1992/93 | 39.   | 011    |
| 1993/94 | 14.   | 297    |
| 1994/95 | 07.   | 606    |
| 1995/96 | 11.   | 630    |
| 1996/97 | 09.   | 657    |
| 1997/98 | 07.   | 950    |
| 1998/99 | 35.   | 151    |
| 1999/00 | 07.   | 734    |
| 2000/01 | 10.   | 394    |